# Cuyamel Fruit Company
Cuyamel Fruit Company era una empresa nord-americana radicada a Hondures a principis del segle xx. Als seus milers d'acres de terra produïa bananes i sucre que eren exportats als mercats internacionals.

## Història
Samuel Zemurray era un executiu de la United Fruit Company. Després de fer la seva fortuna va comprar el 1910 ni més ni menys que 5,000 acres de terra (20 quilòmetres) al llarg del riu Cuyamel a Hondures. La seva principal visió era fundar una companyia per a l'exportació de bananes.
 
El 1923 la Cuyamel Fruit Co va ser incorporada a Delaware, tot i moltes reunions dels seus executius es feien a Nova Orleans. A Hondures comptava amb una oficina gestora la "Cortés Company" com d'altres filials "Bluefields Company", "Empresa de Transporte" i "Empresa Azucarera Sula". A l'any següent, 1924 els actius combinats d'aquestes empreses afiliades ascendien a 3,97 milions de dòlars USA. El 1925, Cuyamel Fruit Co va emetre 5 milions de dòlars en bons d'or de primera hipoteca a pagar en quinze anys, fons del negoci realitzat per Lehman Brothers, Goldman Sachs & Company, AG Becker & Company i Emerich & Company. Aquests bons tenien la intenció de ser retirats amb 3 milions de dòlars en bons emesos al 7,5% per comprar terres a Ulúa, i amortitzar el deute del capital, augmentant el treball. Va succeir que el 1924 la Cuyamel Fruit Co va arribar a importar la immensa quantitat de 6.600.000 tiges de banana als Estats Units.
El 1924 Barron va atribuir l'" efectiu èxit" de la Cuyamel Fruit Company a l'amor dels estatunidencs al plàtan. De fet en la dècada dels anys 1920 aquesta empresa la segona venedora de plàtans i altres fruites tropicals al món, només després de la United Fruit Company.
Pels volts de 1927 Cuyamel Fruit Co importà 9.000.000 de tiges de plàtan, més del 14% del total de 61 milions importats als Estats Units aquest mateix any. Dos anys després (1929) el president de la Cuyamel Fruit Co, Samuel Zemurray va vendre les propietats i els actius de les empreses a la United Fruit Company a canvi de 300 mil accions valorades en US 31 milions de dòlars. La United Fruit amb aquest bon negoci va reforçar la seva posició en el mercat americà del plàtan.

## Hondures, república bananera
La històrica economia a Hondures va començar el 1899 quan els Vaccaro Bros Society, al costat dels D'Antoni, van formar a Boston la "Vaccaro Brothers & Co. I van veure al país un lloc on instal·lar les seves empreses. A partir de 1903, i sota l'administració del general Manuel Bonilla, van aconseguir concessions perquè explotessin de manera massiva la rúbrica del bananer. A La Ceiba van fundar un banc i altres empreses fabricants de diversos productes. La companyia canvià de nom i passà a denominar-se Standard Fruit Company. Més tard arribaria la United Fruit Company, que va fer d'aquest país centreamericà una "república bananera", amb l'aparició de l'empresari Samuel Zemurray, que va fundar la Cuyamel Fruit Co
El 1916 el cònsol nord-americà acreditat a Hondures va manifestar: " ... El territori controlat per la Cuyamel Fruit Company és un estat en si mateix, dins d'un altre estat ... alberga als seus empleats, conrea plantacions, opera ferrocarrils, terminals, línies de vapors, sistemes d'aigua potable, plantes elèctriques, comissariats, clubs ..."
Per damunt de tot, aquestes empreses van utilitzar els mitjans que els eren necessaris per a l'explotació de la mà d'obra. Hiller V. Rolston lloctinent de Zemurray que després es va convertir en un dels amos de la United Fruit Co ho va evidenciar en una carta que va enviar a un dels seus advocats. És així com neix la famosa Carta Rolston, escrita el 20 de juliol de 1920, que en la seva part més important diu: "Hem de produir un esquinçament en la incipient economia d'aquest país, per augmentar les seves dificultats, i que es facilitin els nostres propòsits. Hem de perllongar la seva vida tràgica, tempestuosa i revolucionària; el vent només ha bufar a les nostres espelmes, i les seves aigües només han d'humitejar les nostres quilles. Estem doncs en el punt de partida. Tu coneixes millor els homes que jo. A la teva arribada et mostraré una llista de les terres que hem d'obtenir, si és possible, immediatament, hem de parar el Goodel en "El Bográn state, anem a forjar un pla ben estudiat per al seu desenvolupament."
Les companyies trans-nacionals fruiteres nord-americanes van posar el país sota el seu domini, tot i que això va contribuir al desenvolupament general de la nació. El producte era molt ben recolzat i de qualitat, de manera que es van conrear més terres, es van desenvolupar les zones portuàries en el Mar Carib, van fer de Puerto Cortés i de San Pedro Sula unes zones de població industrial important i en freqüent desenvolupament a causa del ferrocarril, a les immigracions i la col·locació de plantes elèctriques instal·lades que representaren un potencial enlairament en l'economia i transport del país.